# Triangle (filme sul-coreano)
Triangle (hangul: 트라이앵글; rr: Teuraiaenggeul) é um filme de comédia produzido na Coreia do Sul, dirigido por Ji Young-soo e lançado em 2009.